# Damaris Joy
Damaris Joy war eine christliche Rockband der 1980er Jahre.

## Geschichte
Die Band formierte 1975 sich aus Mitgliedern der beiden bereits zuvor lokal erfolgreichen Gruppen Gospeltrane und Gospelband Sunshine aus dem Siegener Raum. Ihren Namen Damaris Joy entnahmen die Bandmitglieder einer Geburtsanzeige in der Zeitung. Nach anfänglich wechselnder Besetzung kristallisierte sich zum Ende der 1970er Jahre folgende Besetzung heraus: Helmut Jost, Sänger und Bassist, sein Bruder Frieder Jost und Pit Naujoks an den E-Gitarren bzw. Akustik, Ute Naujoks Gesang, Perkussion und Strings, Hans-Martin Wahler am Keyboard, Andy Braach an Schlagzeug, Posaune und Congas, Karl-Friedrich Wahler am Schlagzeug und Ralf Freudenberg an der Tontechnik. In den folgenden Jahren wechselte die Bandbesetzung noch einige Male. Zu der Liste der Bandmitglieder zählen so unter anderem auch Thomas Adam, Sebastian Cuthbert, Martin Stoeck und Armin Müller.
Nach fünfjähriger Konzertaktivität entschied sich die Band, eine Schallplatte zu produzieren. Aufgrund initialer finanzieller Vorbehalte seitens des christlichen Rocklabels Lord Records (der heutigen Gerth Medien), nahm die Band im Oktober 1980 zunächst ein Live-Album auf. 1981 erschienen, wurde die Schallplatte ein durchschlagender Erfolg, sodass das erste Studioalbum Anfang 1983 folgte. Im Laufe der Jahre entwickelte sich Damaris Joy zu einer der erfolgreichsten christlichen Rockbands in Deutschland mit Verkaufszahlen von bis zu 8.000 Einheiten ihres letzten Studioalbums Open Door vor der Auflösung Ende 1988. Nach fünfzehn Jahren feierte die Band mit Limited Edition 2002 dann ein kurzes Comeback, löste sich jedoch 2005 aufgrund interner Probleme erneut auf.
Auf der Promikon-Musikmesse in Gießen war die Band 2011 erneut live bei der Gala „Forever Young – 50 Jahre christliche Popmusik in Deutschland“ zu erleben.

## Diskografie

### Studioalben
| Jahr | Titel            | Verlag       |
| ---- | ---------------- | ------------ |
| 1983 | Revive Us        | Gerth Medien |
| 1984 | With Compliments | Gerth Medien |
| 1987 | Open Door        | Gerth Medien |
| 2002 | Limited Edition  | Gerth Medien |

### Livealben
| Jahr | Titel            | Verlag       |
| ---- | ---------------- | ------------ |
| 1981 | Damaris Joy Live | Gerth Medien |
| 1985 | Jubilee Tour ’85 | Gerth Medien |

### Kompilationen
| Jahr | Titel               | Verlag       |
| ---- | ------------------- | ------------ |
| 1988 | Ballads             | Gerth Medien |
| 2000 | Best of Damaris Joy | Gerth Medien |

### Mitwirkung bei Konzeptproduktionen
| Jahr | Titel      | Verlag       | Anmerkung         |
| ---- | ---------- | ------------ | ----------------- |
| 1982 | Melodies   | Gerth Medien | Instrumentalalbum |
| 1985 | Melodies 2 | Gerth Medien | Instrumentalalbum |